# 美男塚
美男塚（びなんづか）は山形県米沢市にある小高い丘。

## 概要
深草少将の墓と伝承される。（地元の伝承）
丘上には凝灰岩製の小振りな観音像の外に、拾基ほどの石碑が建立されている。
米沢地名選（1974）「美女塚と遥かに相對して成島街道に俗に美男塚と称するあり其の由来を知らず」との記載がある。小野小町の伝承に関わる塚。
地元の伝承又は、「塩井の昔ばなし」には美女塚と美男塚の間に家を建てると縁起が悪いと伝えられる。